# アンドレス・ボニファシオ

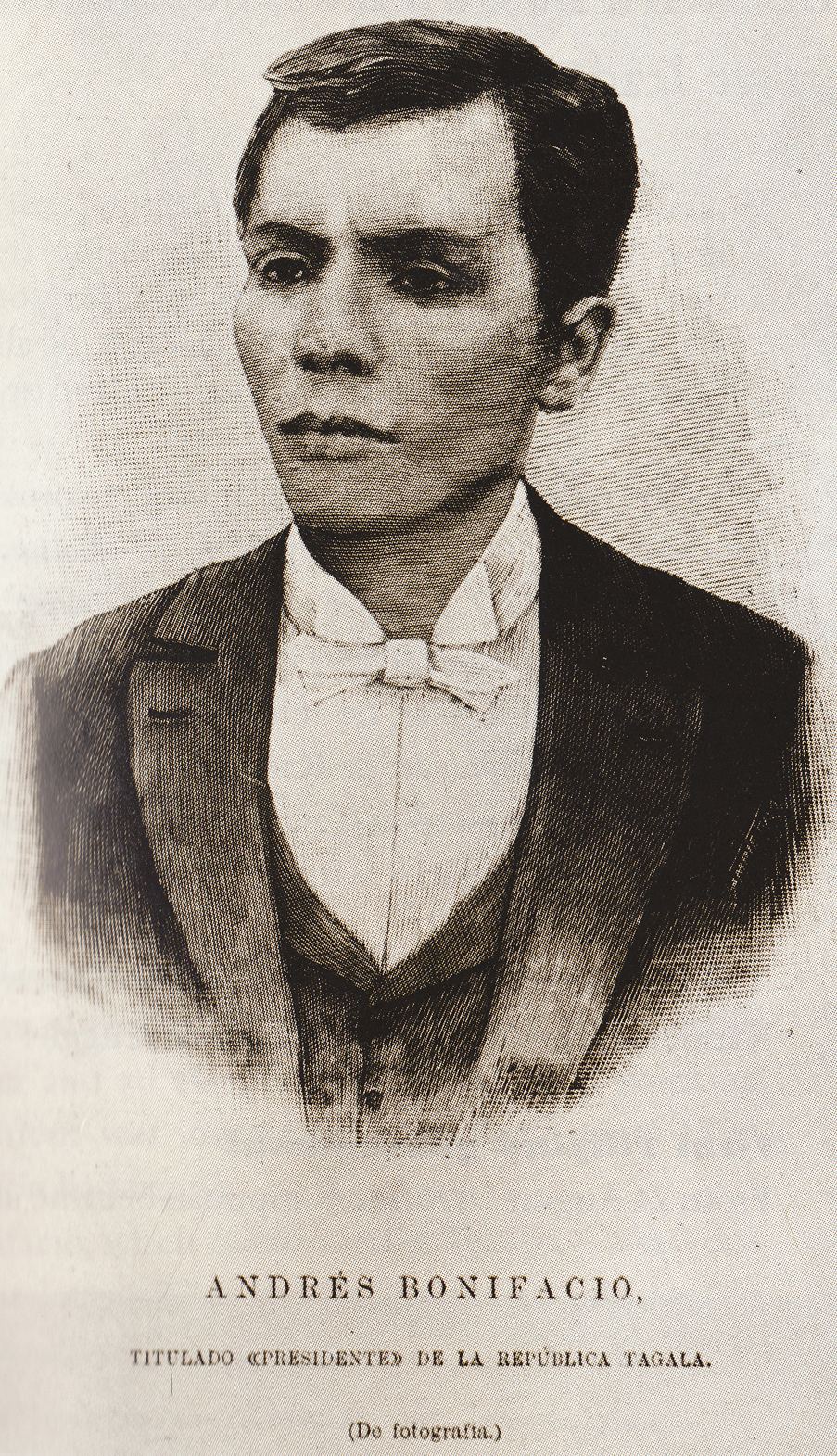
アンドレス・ボニファシオ

アンドレス・ボニファシオ（1863年11月30日 - 1897年5月10日）は、フィリピンの独立運動家・革命家。

## 概要
スペインの植民地支配からの独立を目指すフィリピン独立革命のリーダーの一人である。この革命はヨーロッパの植民地政府に反対するアジア最初の革命であり、ボニファシオは（悲劇的最期を遂げたこともあって）現在でも同時代の民族運動家・思想家のホセ・リサールと並び多くのフィリピン人から敬愛の対象となっており、1951年発行の20ペソ紙幣よりたびたび、紙幣の肖像に使用されている。
また、誕生日である11月30日は、ボニファシオの日としてフィリピンの祝日となっており、政治的なものも含めて様々なイベントが行われている。

## 略歴

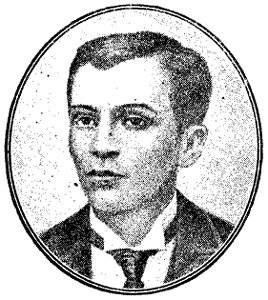
ボニファシオの肖像

貧しく家柄も低い家庭に生まれ、マニラの保険会社の事務員として働く一方苦学して多くの外国語を独習、独自の革命理論を開いた。ホセ・リサールにより民族団体「ラ・リガ・フィリピナ」（フィリピン同盟）が結成されるとボニファシオもこれに参加、リサールの逮捕・流刑をきっかけに同団体が解体すると、1892年、彼は独立革命を目指す秘密結社「カティプナン」を創設した。
彼に率いられたカティプナンは1896年8月に武装蜂起した。当初はスペイン軍に対して苦戦したものの、カティプナンの地方組織の幹部となっていたプリンシパリーア層（スペイン統治以前のフィリピン人首長層が植民地支配のなかで村の下級官吏として再編されたもの）が影響力を持つタガログ地方（ルソン島中南部）では勢いを盛り返し、スペイン人支配からの解放を実現した。
しかしこの過程で独立勢力内部で対立が生じた。貧困層出身のボニファシオは独立後のフィリピンで社会的平等を実現する革命を志向していたが、独立派内部で次第に力を強めつつあったエミリオ・アギナルドらプリンシパリーアはフィリピン人の中では高い家柄を誇っている伝統的な有力者・名望家であると同時に、19世紀前半のマニラ開港以降の社会変容の中で所有地を拡大し資産家に上昇した人々が多かった（それゆえスペイン人修道会による大土地所有と地方政治への介入に不満を抱き、革命に参加した）ため、自分たちの経済基盤を脅かすボニファシオの路線には反対であった。ボニファシオとアギナルドは革命の方針をめぐって対立したが、多数派となっていたアギナルド派はボニファシオ派に勝利し、アギナルドが独立派の全権を掌握するに至った。
敗れたボニファシオはアギナルドらと袂を分かち、独自の独立革命を進めようとしたが、彼の離反を恐れたアギナルドにより逮捕され、1897年5月10日に処刑された。

## 英雄論争
20世紀初頭からアメリカ人研究者によって、フィリピン革命の主要な担い手は富裕なエリート知識階級であるとされてきたが、フィリピンでは、1956年のテオドロ・アゴンシリョ著『大衆の蜂起――ボニファシオとカティプーナンの物語』の出版以来、ボニファシオがフィリピン革命を担った民衆の指導者として国民の英雄と見なされるようになった。フィリピン革命の解釈を巡ってアメリカ人とフィリピン人の歴史学者たちの間にこうした齟齬がある中、フィリピン革命百周年を目前にした1997年に、オレゴン州立大学教授のグレン・メイが『英雄の捏造――没後創られたアンドレス・ボニファシオ像』を著し、ボニファシオに対する評価は学問的な史料考証にもとづいたものではなく、不確かな史料やインタビュー記録によるものにすぎないとして、フィリピン革命は「地方権力者層の指導力の下で民衆を率いた独立革命であり、民衆が独自の革命思想のもとで戦ったわけではない」と主張した。これに対し、フィリピン人研究者のレイナルド・イレートは、1998年の『フィリピン人と革命』でメイの言説に反論し、アメリカはフィリピンの植民地支配正当化のために、フィリピン革命を大衆蜂起でなくエリート層の蜂起にする必要があり、大衆層であるボニファシオが革命の英雄であっては都合が悪いのだと批判した。